# 미카 부럼
미카 부럼(Mika Boorem, 1987년 8월 18일 ~ )은 미국의 배우이다.

## 출연 작품
- 테일 오브 더 웨트 도그 (2018)
- 어웨이크 (2012)
- 원 아웃 오브 세븐 (2011)
- 처녀들의 만찬 (2011)
- 굿 데이 포 잇 (2010)
- 더 워드 (2010)
- 트럭커 (2008)
- 이니시에이션 오브 사라 (2006)
- 오거스타, 곤 (2006)
- 스마일 (2005)
- 소녀들의 비밀파티 (2004)
- 더티 댄싱 - 하바나 나이트 (2004)
- 캐롤라이나 (2003)
- 블루 크러쉬 (2002)
- 하트 인 아틀란티스 (2001)
- 라이딩 위드 보이즈 (2001)
- 스파이더 게임 (2001)
- 패트리어트 - 늪 속의 여우 (2000)
- 그녀를 보기만 해도 알 수 있는 것 (2000)
- 잭 프로스트 (1998)
- 마이티 조 영 (1998)
- 도슨의 청춘일기 (1998)
- 리틀 트리 (1997)
- 터치드 바이 언 엔젤 (1994)